# 世界麻將大賽
世界麻將大賽（英文：World Series Of Mahjong）由世界競賽管理有限公司主辦，自2009年開始舉辦。

## 規則
參與賽必要年滿21歲；世界麻將大賽採取回合淘汰制，每4圈按照分數而淘汰一半參賽者。

## 歷史
2013年，世界競賽管理有限公司授權澳洲麻將協會聯同雪梨娛樂城The Star於6月2日至4日舉辦第4屆世界麻將大賽。

## 歷屆舉辦地點
- 2007年，澳門永利澳門渡假村
- 2008年，澳門永利澳門渡假村
- 2010年，澳門澳門威尼斯人度假村酒店
- 2012年，
- 2013年，澳洲悉尼

## 總獎金額
- 2012年：約1百萬港元
- 2013年：約8百萬港元，由64強瓜分，冠軍獨自獲得其中3百萬港元。

## 報名費用
- 2013年：18,600港元[1]。